# Sinistra Critica
Die Sinistra Critica (Kritische Linke) war eine politische Vereinigung in Italien. Bis Dezember 2007 war sie ein Teil der Partei Rifondazione Comunista; anlässlich des 6. Kongresses spaltete sie sich auf Antrag von dieser ab um erst als Verein und später als politische Bewegung in die italienische Parteienlandschaft einzutreten.
In der Periode innerhalb der Rifondazione Comunista waren die Ex-Senatoren Luigi Malabarba und Franco Turigliatto, sowie die Ex-Abgeordneten Salvatore Cannavò, Lidia Cirillo und Flavia D’Angeli renommierte Persönlichkeiten der Bewegung. Offizielles Parteiorgan war die Zeitung Sinistra Critica.

## Politische Ausrichtung
Politische Schwerpunkte der Sinistra Critica sind Antikapitalismus, Antifaschismus, Feminismus und Ökologie. Die politischen Akteure der Partei kommen aus unterschiedlichen politischen und sozialen Kontexten und haben verschiedene Funktionen innerhalb der Rifondazione Comunista wie auch in anderen Massenbewegungen innegehabt (beispielsweise in der Neuen Linken zu Beginn der 1970er Jahre oder im Partito Comunista Italiano). Ein Großteil der Mitglieder gehört der Bandiera Rossa an, einer Sektion des Vereinigten Sekretariats der Vierten Internationale, dessen markanteste Führungspersönlichkeit Livio Maitan war.
Mehrheitlich werden in der Partei die Thesen des Fünften Nationalkongresses der Rifondazione Comunista, angefangen bei dem Bündnisbruch mit der ersten Regierung Romano Prodis und der zentralistischen Ausrichtung, geteilt.
Einen größeren Mitgliederzuwachs, vor allem von jungen Menschen, erfuhr die Sinistra Critica nach den gewaltsamen Auseinandersetzungen beim G8-Gipfel in Genua.